# Урслингены
Урслингены (нем. Urslingen) — средневековая дворянская семья из Швабии. Впервые упоминается в XII веке и быстро заняла влиятельные позиции при императорах Священной Римской империи из Гогенштауфенов, особенно в Италии. Своим названием семья обязана родовому замку Ирслинген.

## История

### Герцоги Сполетто
История Урслингена разворачивалась в Швабии, Эльзасе и Италии. В Италии оно приняло наиболее важное развитие благодаря участию в имперской администрации Гогенштауфенов. В 1176/77 году Конрад фон Урслинген стал герцогом Сполето. Будущий император Фридрих II провел первые три года своей жизни в Фолиньо под присмотром жены Конрада. После смерти Генриха VI в 1197 году мать Фридриха II Констанция приказала привезти сына в Палермо. В ходе междуцарствия Конрад уступил герцогство папской курии и был назначен имперским регентом (нем. Reichsverweser) Сицилии, по дороге куда и умер.
Попытки сыновей вернуть себе герцогство не увенчались успехом. Райнальд, который первоначально был назначен имперским регентом в Италии и Сицилии, спровоцировал войну между Папской областью и империей в 1228 году и впал в немилость императора в 1230 году из-за предполагаемых нарушений в финансовом управлении. В 1233 году Урслингенам было разрешено свободно покинуть Сицилию, их имущество было конфисковано, и они сохранили герцогский титул.

### Герцоги Урслинген
Семья, за исключением Райнальда, вернулась в Швабию. Владения можно найти в трех местах: вокруг замков Ирслинген и Хоэнштайн, вокруг города Ротвайль и на Остбаре.
Урслингеры постепенно теряли эти владения:
- родовой замок перешел в руки Вюртембергского дома в 1327 году.
- церковное покровительство (нем. Kirchenpatronat) над Ротвайлем было передано в качестве приданого сеньорам Ройте (Рюти), которых позже можно также считать владельцами
- Ирслинген и замка Хоэнштайн в 1327 году и к середине столетия были у графов Вюртемберга и сеньоров Ройте.

Взамен Урслингены добавили себе владения в Шёнбухе, главным образом в Вальденбухе, права на Винцельн и Зеедорф, а в 1363 году после пресечения линии Тек-Оберндорф — амт Оберндорф-Вассенек. В 1371 году Урслингеры купили у герцогов Текских Шильтах, начав называть себя герцогами Шильтахскими. Ещё в 1381 году при Райнольде VI графы Вюртемберга Ульриху IV и Эберхарду II за 6 тыс. гульденов выкупили этот город. Семья вымерла в 1442 году, герб был передан Шильтаху.
Младшая линия в начале XIII века унаследовала поместье Раппольштейн, получила статус графа при Иоганна Якобе фон Раппольштейне, но вымерла вместе с ним по мужской линии в 1673 году.

## Герб
Три (2:1) серебряных красных щита. На шлеме — серебряная лебединая шея, прикрытая тремя щитами.